# Stary Sambor (stacja kolejowa)
Stary Sambor (ukr. Старий Самбір, ros. Старый Самбор) – stacja kolejowa w miejscowości Stary Sambor, w rejonie samborskim, w obwodzie lwowskim, na Ukrainie.
Stacja w ówczesnym Staromieście powstała w czasach Austro-Węgier. W dwudziestoleciu międzywojennym nosiła już obecną nazwę. Budynek stacyjny w stylu galicyjskim.